# 納卡皮里皮里特區
納卡皮里皮里特區是非洲中部國家烏干達的111個區之一，由北部區負責管轄，首府是納卡皮里皮里特，距離姆巴萊約125公里，2010年人口估計為106,600。该区与肯尼亚接壤

## 外部連結
- Nakapiripirit District Homepage
- Cattle Rustling In The Great Lakes Region by Saul Chemonges Kasumbein[永久]

01°55′N 34°40′E / 1.917°N 34.667°E